# 水野昭憲
水野 昭憲（みずの あきのり、生年不詳 - ）は日本の哺乳類学者。

## 人物
生年不詳。京都大学大学院修士課程を経て金沢大学大学院で博士号を取得。
石川県の職員として25年間の勤務経験があり、石川県庁自然保護課では白山自然保護センターの設立などを担当し、国際協力事業団（JICA）から派遣されて、エチオピアやマレーシアにおける野生動物の保護管理、国立公園整備に従事。海外での活動歴が通算8年に上り、金沢大学が金沢城内から角間キャンパスに移転する際の環境アセスメントに参加した縁で、里山自然学校の活動にもかかわる。動物生態学が専門。石川県立自然史資料館館長。2008年（平成20年）5月に始まった北國新聞社の舳倉島・七ツ島自然環境調査団（団長＝藤則雄金沢大学・金沢学院大学名誉教授 ）の合同調査で動物班の班長をつとめ、2009年10月23日、輪島市沖の舳倉島で弱った野鳥を捕食するノネコ(feral cat)の繁殖防止にかかわった。フサオマキザルの採食行動についての共同研究がある。「森下正明にまつわる研究者」のひとりにあげられている。
1999年 金沢大学 社会環境科学博士 論文の題は「白山地域におけるニホンカモシカの分布拡大と人間活動の変化 」。

## 著書
- 水野昭憲 (1999), 白山地域におけるニホンカモシカの分布拡大と人間活動の変化, 水野昭憲, NCID BA42682443

## 論文
- 国立情報学研究所収録論文 国立情報学研究所